# Masmo

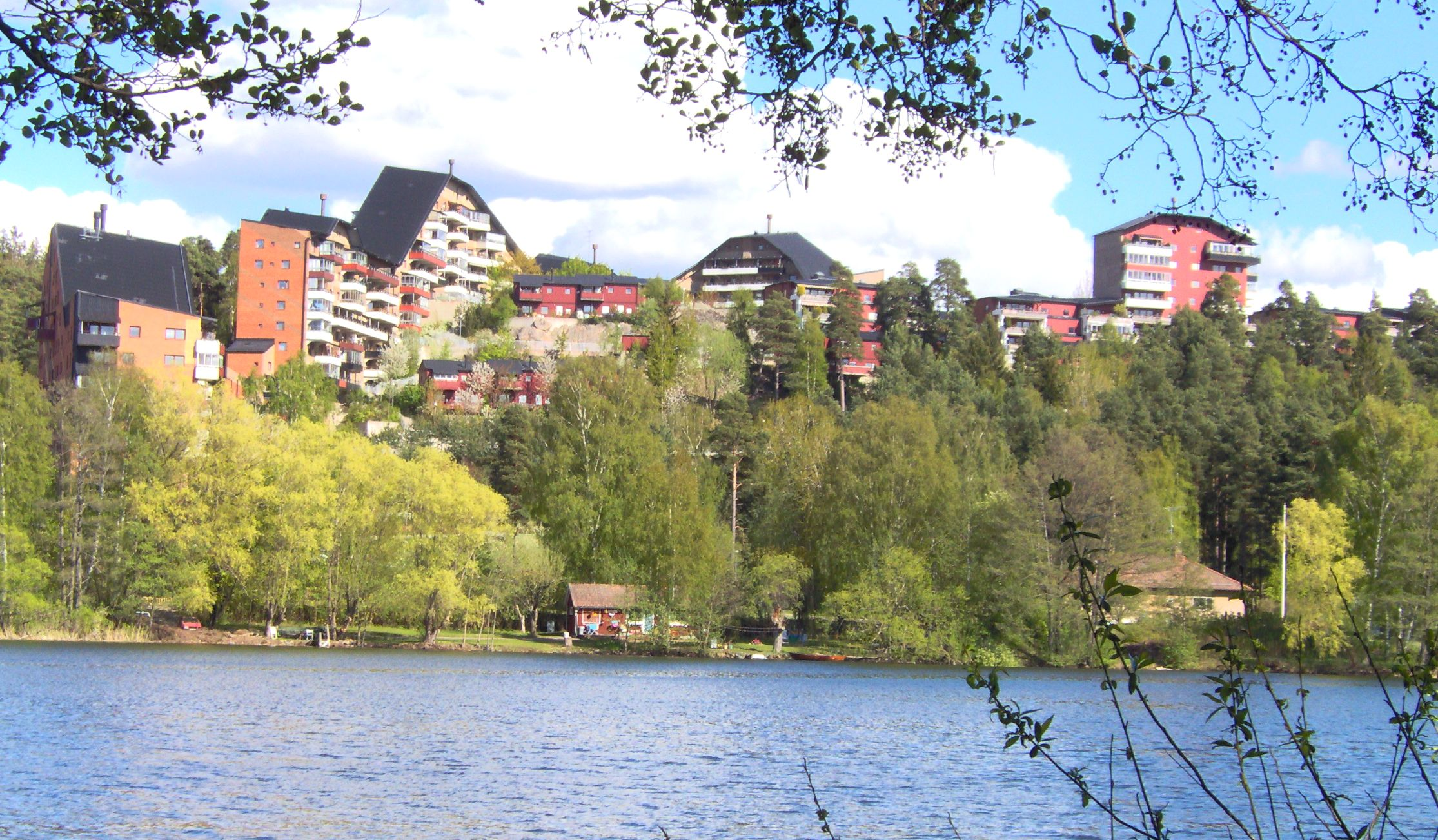
Masmo.

Masmo é um distrito suburbano no sul de Estocolmo e também uma parte da cidade de Huddinge. É servido pela Estação Masmo do Metropolitano de Estocolmo.